# Al-Muhdhar-moskee
De Al-Mihdhar-moskee is een beroemde moskee in de stad Tarim in Jemen. De minaret is het symbool van de stad. De naam komt van Imam Omar al-Mihdhar, die in de 15e eeuw leefde. Het is onlangs herbouwd.
De nieuw toegevoegde witte vierkante minaret van lemen baksteen is met 53 meter de hoogste in Jemen. Het werd gebouwd door Awad Salman Afif al-Tarimi, gebaseerd op een ontwerp van de dichter Abu Bakr bin Shihab (overleden 1931).